# Каньон на антилопата
Каньонът на антилопата (на английски: Antelope Canyon) е тесен каньон край град Пейдж в щата Аризона, Съединените американски щати, в близост до границата с Юта, на 240 km от Гранд Каньон. Разположен е на територията на резерват на индианците навахи. Наименован е така заради оранжевите оттенъци, които напомнят цвета на кожата на антилопа. Съществуват два каньона – горен и долен (Upper Antelope Canyon, Lower Antelope Canyon), които са любимо място на фотографи от цял свят заради причудливите форми, образувани от светлосенките.
Образувани са по естествен път от водата и вятъра вследствие ерозия на пясъчници, главно в резултат на сезонни наводнения в продължение на столетия. Каньонът е популярна туристическа забележителност и чест обект на пейзажна фотография. Най-доброто време за посещение е пролет и есен, когато светлината прониква до дъното на каньона и създава красивите цветове.
Климатът е континентален. Лятото е горещо, сухо. Средната температура е 30-35 °С, максималната 47 °С. Зимата е мека. Обикновено температурата на въздуха не пада под 0 °С, но в много редки случаи студени фронтове могат да донесат минусови температури и сняг.